# Elenore Abbott

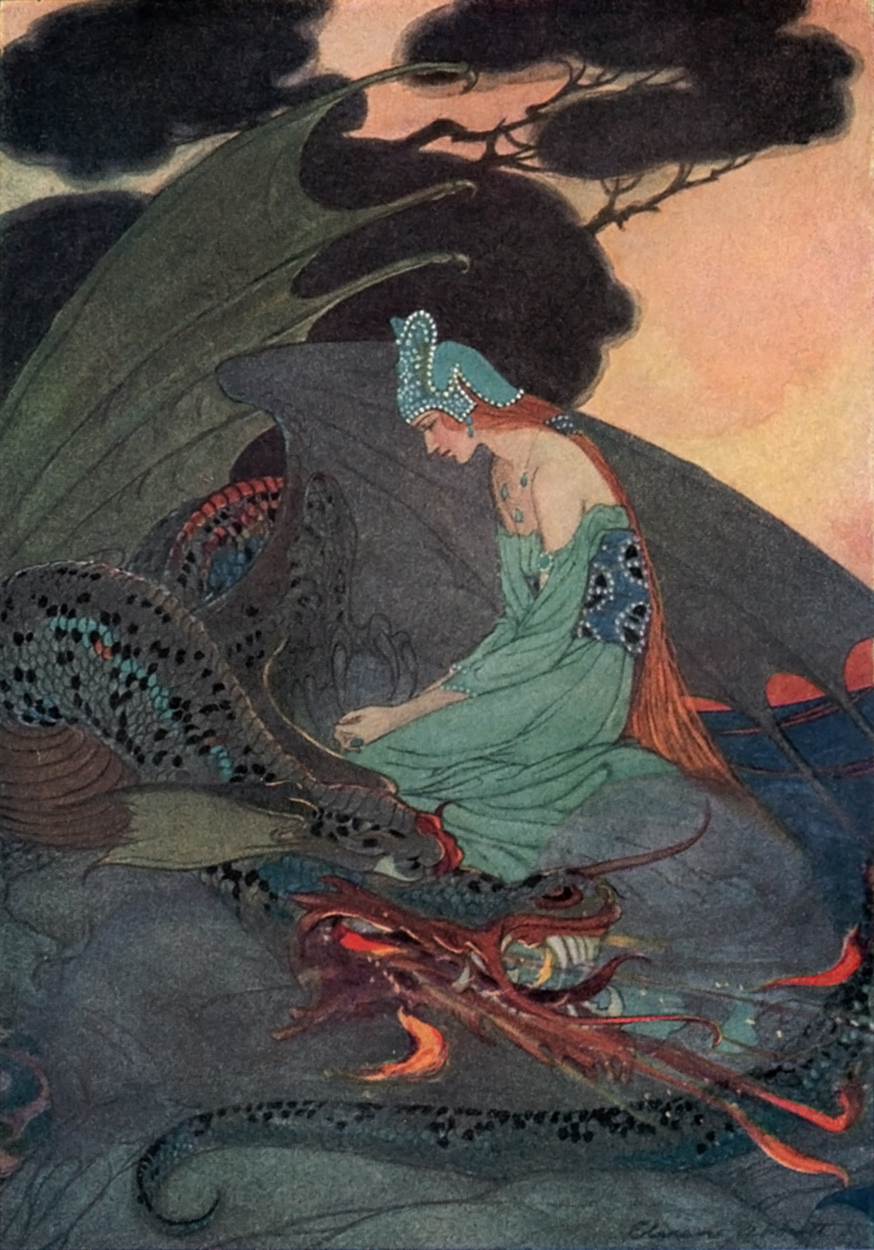
Los Dos Hermanos

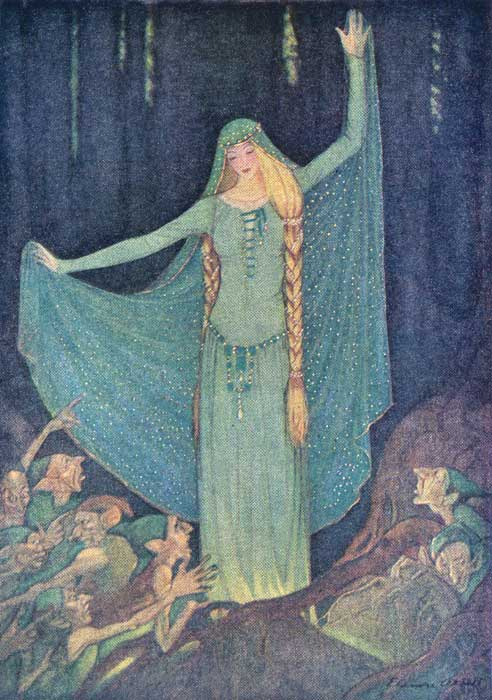
"Earthmen, Come Up" para The Two Kings' Children in Grimms' Fairy Tales, 1920.

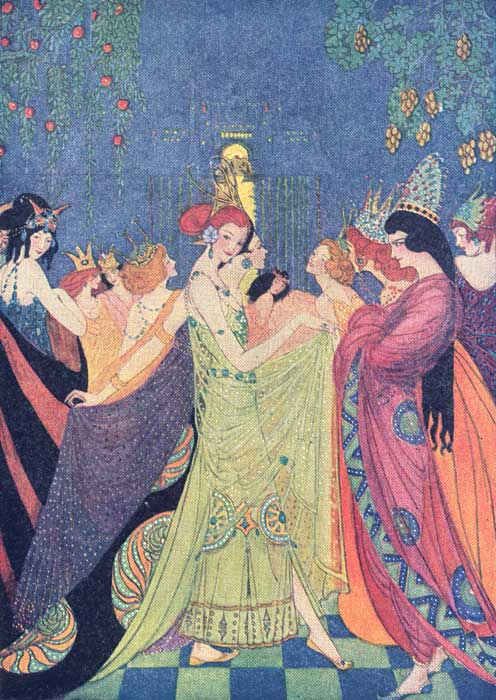
The Shoes that Were Danced en Pieces for Grimm's Fairy Tales, 1920.

Elenore Plaisted Abbott (Lincoln, Maine, 1875-1935) fue una ilustradora de libros, diseñadora escénica, y pintora, ilustró ediciones de principios del siglo XX de los Hermanos Grimm Cuentos de la infancia y del hogar, Secuestrado Robinson Crusoe y otros libros y revistas. Se educó en tres escuelas de arte en Filadelfia y París y estuvo influida por Howard Pyle. Perteneció al grupo de la Nueva Mujer que buscaban oportunidades educativas y profesionales para mujeres, incluso creando asociaciones de arte profesionales como «El Club Plástico» para promover su trabajo. Estaba casada con el abogado y artista C. Yarnall Abbott.

## Biografía
Elenore Abbott nació en Lincoln, Maine y estudió arte en la Escuela de Filadelfia de Diseño para Mujeres, la Pennsylvania Academy of the Fine Arts, y en París, en la Academia de Bellas Artes, donde se exhibió su trabajo. Abbott se trasladó a Filadelfia en 1899 y estuvo influida significativamente por Howard Pyle, su profesor en la Universidad Drexel. Ella comentó más tarde que creó sus piezas favoritas bajo su tutela.

## Carrera
Abbott, conocida principalmente por sus ilustraciones de libros, era también una pintora de paisajes y retratos así como diseñadora escénica, que incluye el trabajo para la producción de la obra de teatro The Emperor Jones. Produjo ilustraciones para las revistas Harper's Magazine, el The Saturday Evening Post, y Charles Scribner's Sons. Entre las ilustraciones para libros creadas por Abbott destacan las de las obras de Robert Louis Stevenson Treasure Island and Kidnapped, la del autor Johann David Wyss Swiss Family Robinson, de Louisa May Alcott Old Fashioned Girl, y los Cuentos de la infancia y del hogar de los Hermanos Grimm.

## Vida personal
Elenore contrajo matrimonio con el abogado y artista C. Yarnall Abbott en 1898 y vivieron en Rose Valley , Pensilvania desde 1911. Su marido diseñó la casa familiar con un estudio para Elenore y para él mismo. Su única hija, Marjorie, nombrada así por la tía materna de Elenore, nació en 1907. Cuando esa tía murió, los Abbott cuidaron a sus hijas, Sonya y Elenore. Elenore Abbot cofundó la piscina pública de Rose Valley, en 1928, que fue construida en un terreno donado por los Abbot y financiada por la venta de varias pinturas de ella.

## Obras

### Ilustraciones
- Louisa May Alcott, Illustrations by Elenore Plaisted Abbott (1926). An Old-Fashioned Girl. Boston: Little, Brown and Company. OCLC 105983.
- Hans Christian Andersen, Illustrations by Eleanore Abbott (1922). Flower Maiden and Other Stories. Edward Shenton.
- Anna Maynard Barbour, Illustrations by Eleanore Abbott (1901). That Mainwaring Affair. Philadelphia, London: J.B. Lippincott Company. OCLC 10756052.
- Jay Cady, Illustrations by Eleanore Abbott (1912). The Stake: A Story of the New England Coast. Philadelphia: G.W. Jacobs & Company. OCLC 11337900.
- Dwight Burroughs, Illustrations by Helen Alden Knipe and Elenore Plaisted Abbott (1907). Jack, the Giant Killer, Jr. George W. Jacobs.
- Edward Childs Carpenter, Illustrations by Eleanore Abbott (1906). Captain Courtesy: A Tale of Southern California. Philadelphia: G.W. Jacobs.
- Edward Childs Carpenter, Illustrations by Eleanore Abbott (1907). The Code of Victor Jallot: A Romance of Old New Orleans. Philadelphia: G.W. Jacobs.
- Daniel Defoe, Illustrations by Eleanore Abbott (1919). Robinson Crusoe. London.
- Ellen Anderson Gholson Glasgow, Illustrations by Eleanore Abbott (1923). The shadowy third, and other stories. Garden City, New York: Doubleday, Page and Company.
- Jacob Grimm, Illustrations by Eleanore Abbott (1920). Grimm's Fairy Tales. New York: C. Scribner's Sons.
- Nathaniel Hawthorne, Illustrations by Eleanore Abbott (1911). A Wonder Book and Tanglewood Tales. Philadelphia: G.W. Jacobs & Company.
- Elbridge H. Sabin, Illustrations by Helen Alden Knipe and Elenore Plaisted Abbott (1910). The Magical Man of Mirth. George N. Jacobs.
- Robert Louis Stevenson, Illustrations by Eleanore Abbott (1915). Kidnapped. Philadelphia: G.W. Jacobs & Company. OCLC 333026.
- Robert Louis Stevenson, Illustrations by Eleanore Abbott (1911). Treasure Island. Philadelphia: G.W. Jacobs & Company. OCLC 7602448.

### Pinturas de acuarela
Hizo las siguientes pinturas de acuarela siguientes en el año 1916,cuando fueron exhibidas en la Exposición de Acuarela de Filadelfia:
- Endymion and the Nereids
- The Fairy Tale
- Kerfol
- Lamia
- Madrigal
- The Mother
- Oh, to Line in the Grass with Pan!
- Water

## Galería

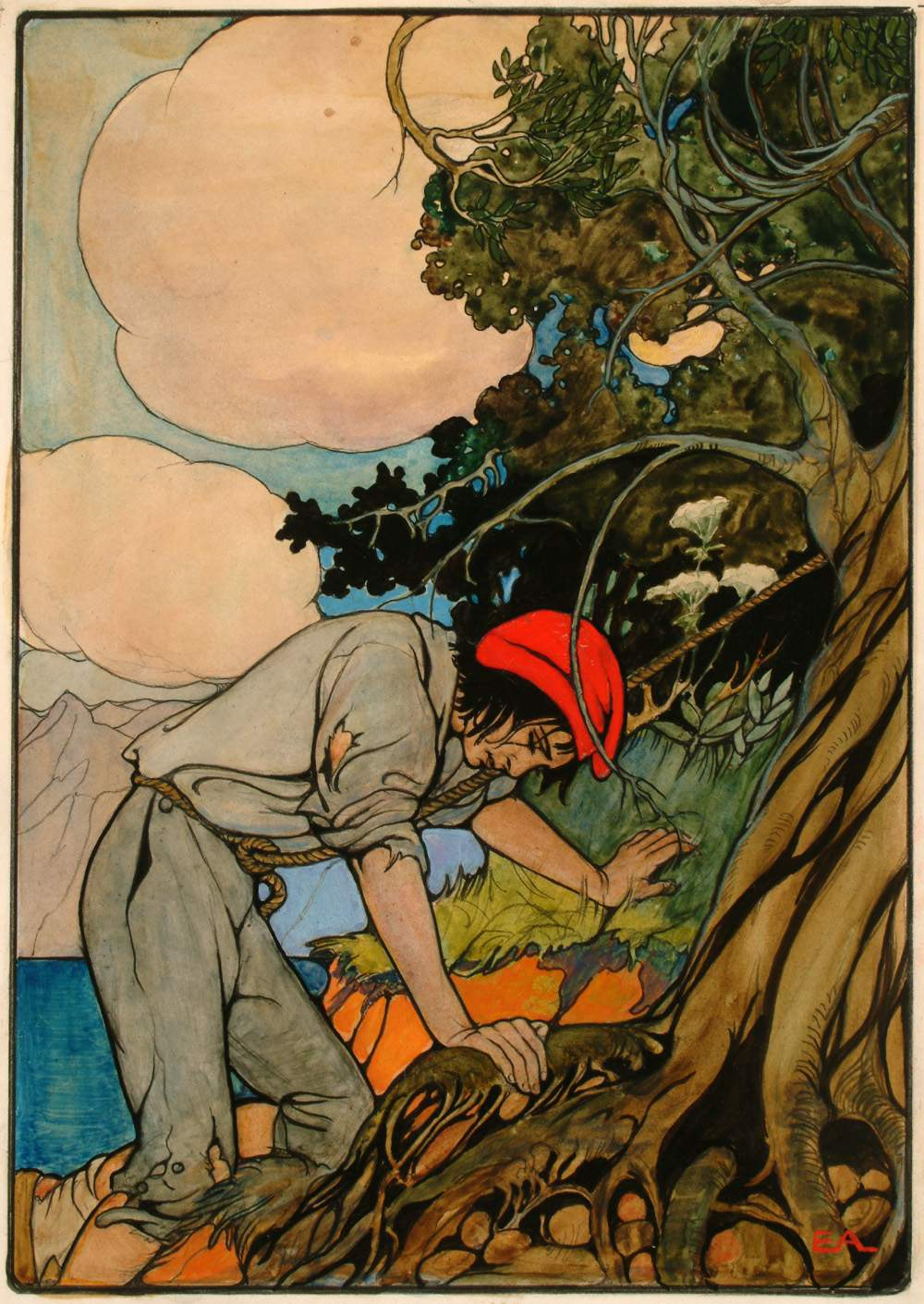
Treasure Island, 1911.
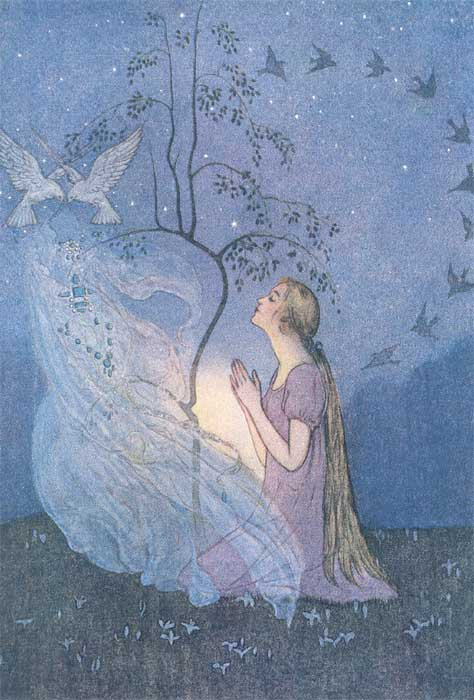
Cinderella, 1920
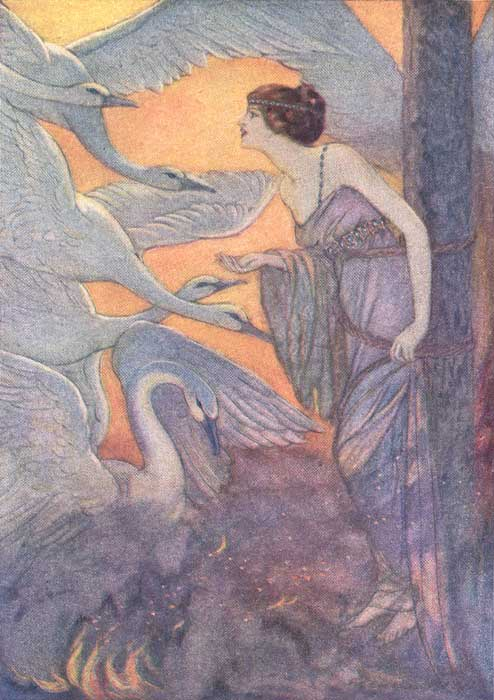
Six Swans para Grimm's Fairy Tales, 1920
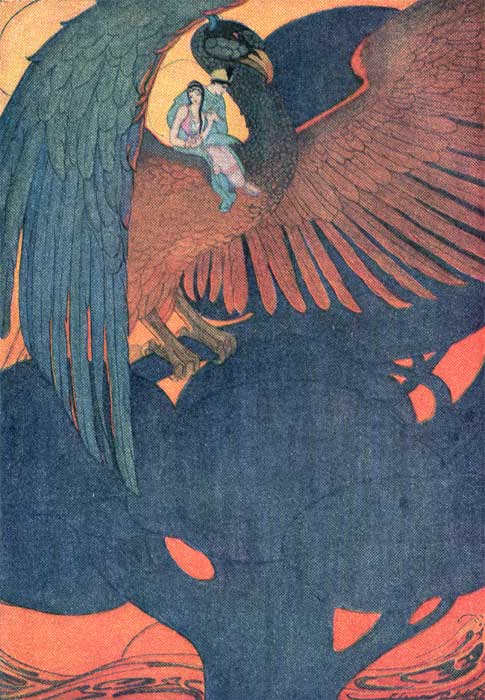
Soaring Lark parra Grimm's Fairy Tales, 1920